# 竹次郎
竹次郎（たけじろう、本名：たけ、1814年（文化11年） - 1838年11月26日（天保9年10月10日））は、江戸時代後期の人物。男装をし男名を名乗ったことなどからトランスジェンダー（FtM）であったという説がある。本項では基本的に自称していた「竹次郎」として記述するが、史料では一貫して女性「たけ」として扱われており、引用部分ではそちらも用いる。

## 概要
竹次郎が登場する史料は、江戸時代の情報屋須藤由蔵の『藤岡屋日記』、幕府評定所の裁判記録『御仕置例類集』、流刑地八丈島の記録『八丈島流人銘々伝』などである。竹次郎は天保3年（1832年）8月頃に「蕎麦屋が男と思って雇ったところ、子供を産んだ」という町名主の届け出に現れる。のちにその騒動の前後に盗みを働いた事が分かり、入墨等の刑罰を受けたうえで男装を禁じられる。続いて天保8年（1837年）に竹次郎は再び捕縛される。罪状は身分を偽ってゆすりを働いた事だが、さきに禁じられた男装をしていたことから遠島となり、1年後に遠島先で亡くなる。竹次郎は装いだけでなく男性として生活していたと思われるが、幕府は一貫して女性として扱っている。

## 生涯
竹次郎は江戸山王町（東京都中央区銀座6丁目）の火消長吉の娘として生まれるが、幼少期に両親を亡くし親類に育てられる。12,3歳の頃に武蔵国八王子宿の鯛屋という旅籠に年季奉公に出される。旅籠では女子のやることを嫌って男子に混じって遊び、旅籠の主人に叱られても気にしなかった。やがて髪を切って若衆の姿になり、主人に怒られると逃亡し、尋ねを出されぬように男装して竹次郎と名乗るようになる。旅籠を逃げだした理由について「飯盛奉公に難儀して」とあり、売春を強要されることから逃れたと考えられる。この年季奉公からの逃亡により親類は契約違反として損失の補償をさせられたと考えられ、竹次郎は無宿になった（勘当された）と考えられる。
史料には旅籠から逃げ出した竹次郎は、江戸に戻って新吉原の仕出し店（台屋）に料理を届ける煮売り屋で日銭を稼いでいたとあり、おそらく男装で荷を担いでいたと思われる。ある時、酒を一緒に飲んでいた男が竹次郎が女であることを察し不義（性行為）を持ちかける。竹次郎は断ったが、男装していることを言いふらすと脅され、仕方なく応じた。その後、知人を訪ねて家に行ったところ留守であったが、竿にかけてあった帯を盗む。
天保3年8月10日から深川永代寺門前仲町の半七を請人として、四ツ谷内藤宿太宗寺（新宿区新宿2丁目）門前町にある蕎麦屋山口に雇われていた。身なりは半纏に股引で銭湯も男湯に入っていたことから主人の忠蔵は男であると疑わなかったと申し出ている。8月29日の正午に竹次郎は腹痛を訴え、忠蔵宅の2階で介抱されていたところ男子を出産する。赤子はすぐに死んでしまい、竹次郎は申し訳なく思いつつ合羽を盗み逃亡する。その後、経緯を隠して煮売り商とめに月雇いされたが暇を出され、古着商をだまして衣類を盗み質入れした上で、受取った金銭を使い果たす。
以上の3つの窃盗により竹次郎は火付盗賊改方の柴田七左衛門に捕らえられる。柴田は取調べの上で「竹次郎事たけ」に入墨および50日間の過怠牢に処するという自身の判断（判決）について評定所に伺いをたてる。評定所はそれに加えて、出牢後に男装で暮らすことを禁じて追払とした。評定所の見解には「男装をして雇われる事は道義に外れるが先例がない。しかし悪事を働く為でなく心得違いであり」とあり、この時点では男装について処罰を加えてはいない。なお蕎麦屋忠蔵は、身元をよく調べずに竹次郎を雇い、合羽を盗まれたにもかかわらず届け出なかったことから罰金刑を、また煮売り商とめは、身元をよく調べずに竹次郎を雇うが女である噂を聞いて解雇したことから厳重注意をそれぞれ受けている。
天保8年（1837年）に竹次郎は再び判決史料に現れる。記録には「禁止されていた男装で立ち回り、2度捕まったにもかかわらず」とあり、2度目の事件の間にも竹次郎は男装を止めなかった事から2回押込を受けていることが分かる。2回目の判決は2つの犯行が問われている。1つ目は奉公先の金品を持ち逃げした者の話を聞きつけ、脅して口止め料を貰い受けた件。2つ目は安兵衛方に勘次郎が借金の申し込みをして断られたものの中々帰らなかったので竹次郎が仲裁に入ったところ、勘次郎が脇差を抜いたのでそれを奪おうともみ合いになって竹次郎が組み伏せ、その際に「火付盗賊改方の手先である」と身分を偽り、捕らえた勘次郎を自身番屋に連れ参り、船を差し出して連れ歩いた件である。
この件について北町奉行大草高好は100日間過怠牢の上で重追放と判断して伺いを立てるが、評定所は「たけは再三禁止した男装を改めず、その上身分を偽り悪事を働いた」と事態を重くみて遠島とした。この一件は『御仕置例類集』の「人倫を乱す者」の欄に記載されるが、この項目に記載されるのは男女含めて竹次郎ひとりである。「人倫」とは幕府が秩序維持のために敷いていた身分制度、つまり職業と男女を差別し支配する封建制であり、禁止された男装を止めなかった事が社会秩序を乱したと判断されたと考えられる。
竹次郎は八丈島に流される際に別囲であり、女性として扱われていた。その後は天保9年（1838年）10月10日に病死した。明治元年（1868年）に赦免と記録されている。また八丈島では鍛冶職に就いていたと記録されており、男性として振る舞っていたと考えられる。

## 竹次郎の性自認
実際に竹次郎がどのような性自認を持っていたのか、竹次郎の証言は記録に残されておらず、トランスジェンダーであったのかも確実ではない。
関民子は竹次郎の男装を「江戸幕府が女性の生き方を強要することへの反発心」とし、「男に対する屈辱感からより一層、男への同化をし、侠客となった」としている。これに対し、長島淳子は男装は「自らのジェンダーアイデンティティに沿った自然な行動」とし、「無宿渡世人が生きるためにやむを得ず侠客となった」としている。

## 関連作品
- 『歴史秘話ヒストリア』（NHK）-「生きた、愛した、ありのまま-さまざまな心と体の物語-」2018年4月25日放送